# Barbara Aland
Barbara Aland   (Hamburg, 12 d'abril de 1937 - Herdecke, 10 de novembre de 2024) va ser una teòloga alemanya i professora de Recerca del Nou Testament i Història de l'Església a la Universitat de Münster fins a l'any 2002.

## Biografia

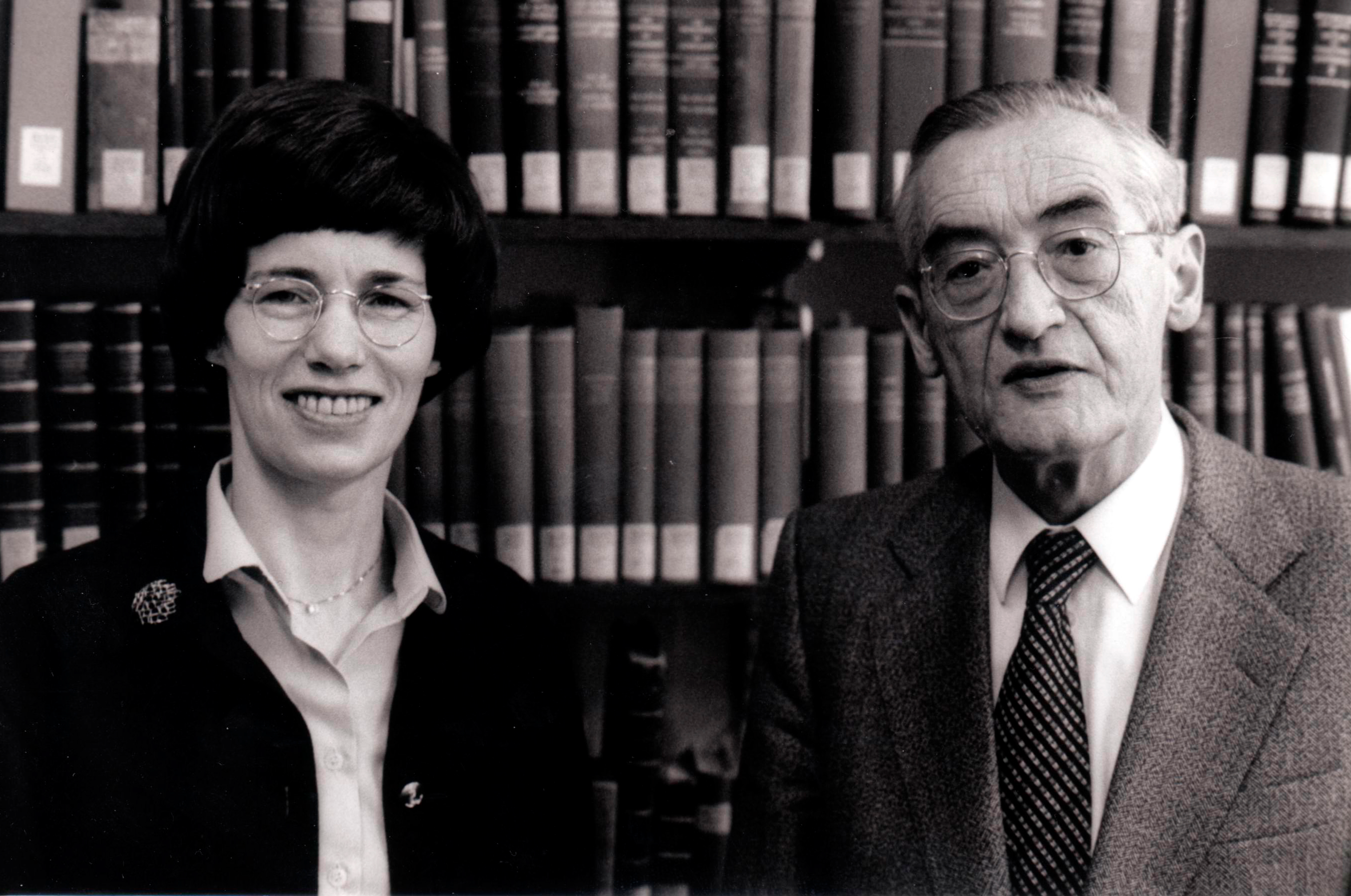
Barbara i Kurt Aland (1988)

Després d'haver completat el seu grau de Teologia i Filologia Clàssica a Frankfurt del Main, Marburg i Kiel ella va rebre el PhD (dissertació sobre el Sokratic Aischines) l'any 1964 a Frankfurt del Main/Alemanya.
L'any 1969 va obtenir la seva llicenciatura en la "Facultat Oriental" del Pontifici Institut Bíblic (Institut Bíblic Pontifici) a Roma, Itàlia.
L'any 1972 va poder cooperar a Gottingen sobre els gnòstics sirians Bardesanes d'Edessa. Fins a l'any 1972 ella va treballar com lectora privada, després se li va assignar el professorat per a la "Història de l'Església i Recerca del Nou Testament amb consideració eminent dels Cristians Orientals" en l' Evangelisch-Theologischen Fakultät (Facultat de Recerca de Teologia) de Münster, Alemanya.
L'any 1983 es va convertir en la directora de l'Institut de Recerca Textual del Nou Testament (es va fundar l'any 1959 pel seu espòs Kurt Aland), també el Biblemuseum (Museu bíblic).
Aquest institut va aconseguir un renom en tot el mon per mitjà de la publicació del Novum Testamentum Graece (Nou Testament Grec) també conegut com a Nestle-Aland.
Fins al seu retir, Barbara Aland també va ser la directora d'Hermann-Kunst-Stiftung per a la Promoció de la Recerca del Nou Testament.Encara treballa amb constància acadèmicament, fins i tot després del seu retir.

## Rellevància
Barbara Aland es va convertir en un alt perfil internacional a causa del treball que va realitzar en el Novum Testamentum Graece (Nou Testament grec) juntament amb el seu espòs Kurt Aland. Tots dos junts van col·laborar significativament amb un grup internacional i interconfessional de teòlegs en l'actualització del "Nou Testament grec" també conegut com a Nestle-Aland. Aquesta edició (publicada per l'Institut de Münster) forma la base d'aprenentatge i recerca a tot el món.
A més ella va publicar el primer suplement de la "Editio Critica Maior (Edició Crítica Major)" l'any 1997. Aquesta edició està basada en la tradició completa de manuscrits grecs, excepte patrístics i traduccions antigues que es van fer per primera vegada.

## Obres
Monografies
- (com Barbara Ehlers): Eine vorplatonische Deutung des sokratischen Eros. Der Dialog Aspasia des Sokratikers Aischines. Diss. Frankfurt del Main 1964, publicada l'any 1966 (Zetemata, issue 41).
- (amb Kurt Aland): Der Text des Neuen Testaments. Einführung in die wissenschaftlichen Ausgaben sowie in Theorie und Praxi der modernen Textkritik, 1982.
  - Traducció a l'anglès: The text of the New Testament. An introduction to the critical editions and to the theory and practice of modern textual criticism. 1987.
- Erziehung durch Kirchengeschichte? Ein Plädoyer für mehr Kirchengeschichte im Religionsunterricht. Published: Idea i.V., 1984.
- Frühe direkte Auseinandersetzung zwischen Christen, Heiden und Häretikern. 2005.
- Was ist Gnosi? Studien zoom frühen Christentum, zu Marcion und zur kaiserzeitlichen Philosophie. 2009

Edicions del Nou Testament
- A Textual Commentary on the Greek New Testament. A Companion Volume to the United Bible Societies Greek New Testament (tercera edició) per B. M. Metzger en nom i en cooperació amb el Comitè Editorial del Nou Testament grec de les Societats Bíbliques Unides K. Aland, M. Black, C. M. Martini, B. M. Metzger yd A. Wikgren, 1971.
- Novum Testamentum Graece post Eberhard Nestle et Erwin Nestle communiter ed. K. Aland, M. Black, C. M. Martini, B. M. Metzger, A. Wikgren, apparatum criticum recens. et editionem novis curis elaborav. K. Aland et B. Aland una cum Institut studiorum textus Novi Testamenti Monasteriensi (Westphalia), 26. Aufl., 1979.
- Novum Testamentum Latine. Novam Vulgatam Bibliorum Sacrorum Editionem secuti apparatibus titulisque additis ediderunt Kurt Aland et Barbara Aland una cum Institut studiorum textus Novi Testamenti Monasteriensi, 1984.
- Griechisch-deutsches Wörterbuch zu den Schriften des Neuen Testaments und der frühchristlichen Literatur by Walter Bauer. 6., völlig neu bearbeitete Auflage im Institut für Neutestamentliche Textforschung/Münster unter besonderer Mitwirkung von Viktor Reichmann hrsg. von Kurt Aland und Barbara Aland, 1988.

Publicacions
- Gnosi. Festschrift für Hans Jonas, in Verbindung mit Ugo Bianchi, hrsg. von Barbara Aland, 1978.
- Günther Zuntz: Lukian von Antiochien und der Text der Evangelien. Hrsg. von Barbara Aland und Klaus Wachtel. Mit einem Nachruf auf den Author von Martin Hengel, 1995.
- Die Weltlichkeit des Glaubens in der Alten Kirche. Festschrift für Ulrich Wickert zoom siebzigsten Geburtstag. In Verbindung mit Barbara Aland und Christoph Schäublin hrsg. von Dietmar Wyrwa, 1997.
- Literarische Konstituierung von Identifikationsfiguren in der Antike, hrsg. von Barbara Aland, 2003.